# Wum
Pour les articles homonymes, voir Wum (homonymie).
Wum est une commune du Cameroun située dans la région du Nord-Ouest et chef-lieu du département de la Menchum.

## Géographie
La ville est située dans un paysage vallonné et volcanique à proximité du lac de cratère du même nom (Lake Wum), sur la route nationale 11 (Ring road) à 74 km au nord du chef-lieu régional Bamenda. Le lac de cratère Elum (Lake Elum) est situé au sud-ouest de Wum. La commune s'étend au sud jusqu'aux rives droites de la Menchum et de son affluent la Mentar.
| Zhoa     | Zhoa  | Zhoa     |
| Benakuma | Wum   | Fundong  |
|          | Bafut | Njinikom |

## Histoire

### Création

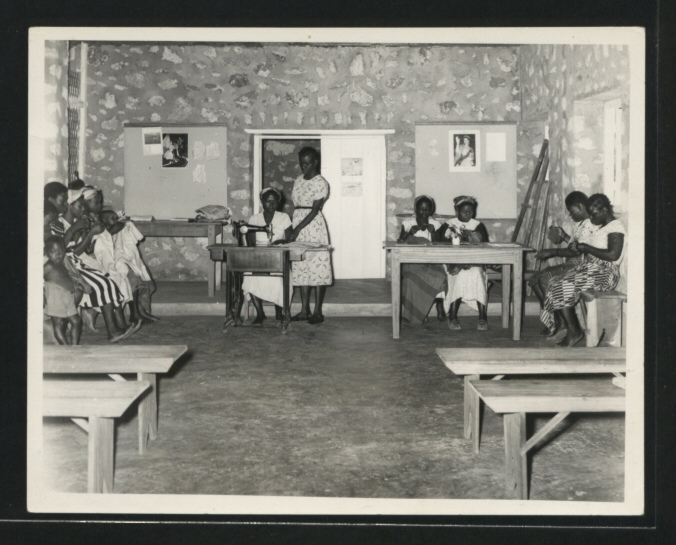
Centre des sciences domestiques à Wum.

La commune de Wum (Wum Council) est créée en 1948, sous le nom de Wum Native Authority par l'administration coloniale britannique. Elle couvrait la région de Kom, Fungom, Furu-Awah, Beba-befang et les régions d'Esimbi.

### Réorganisation
La région de Wum est démembrée en 1964 pour former le conseil régional de Kom-bum. En 1974, il devient conseil rural de Wum avec sa gestion mise sous le contrôle d'un administrateur municipal nommé. En 1993, le conseil rural de Wum est l'une des quatre communes du département de la Menchum avec : Furu-Awa, Fungom et Benakuma. La commune est gérée par les administrateurs coloniaux puis municipaux de 1948 à 1996, date de l'élection du premier maire. Les maires élus se succèdent à la tête de la municipalité depuis 1996.
En 2019, des violences communautaires provoquent plusieurs morts et blessés.

## Population
Lors du recensement de 2005, la commune comptait 39 100 habitants, dont 27 218 pour Wum Ville. Parmi les 17 villages de la commune, 10 relèvent du clan Aghem aussi appelé peuple Wum, les autres clans sont Menteng, Agulli, Bangwe, Atwe, Itiaku, Echuan et Bu.

## Chefferies traditionnelles
L'arrondissement de Wum compte sept chefferies traditionnelles de 2e degré et 15 chefferies de 3e degré. Les 7 chefferies de 2e degré sont :
- Zongekwo
- Kesu
- Waindo
- Zongefu
- Bu
- Aku Fulani
- Magha

## Structure administrative de la commune
Outre la ville de Wum proprement dite, la commune comprend les villages suivants  :
- Bu
- Buei Chei
- Ghiidze
- Kesu
- Magha
- Naikom
- Ngouh
- Waazoh
- Waindo
- Zongofu
- Zongokwo

## Culture

Tenues traditionnelles
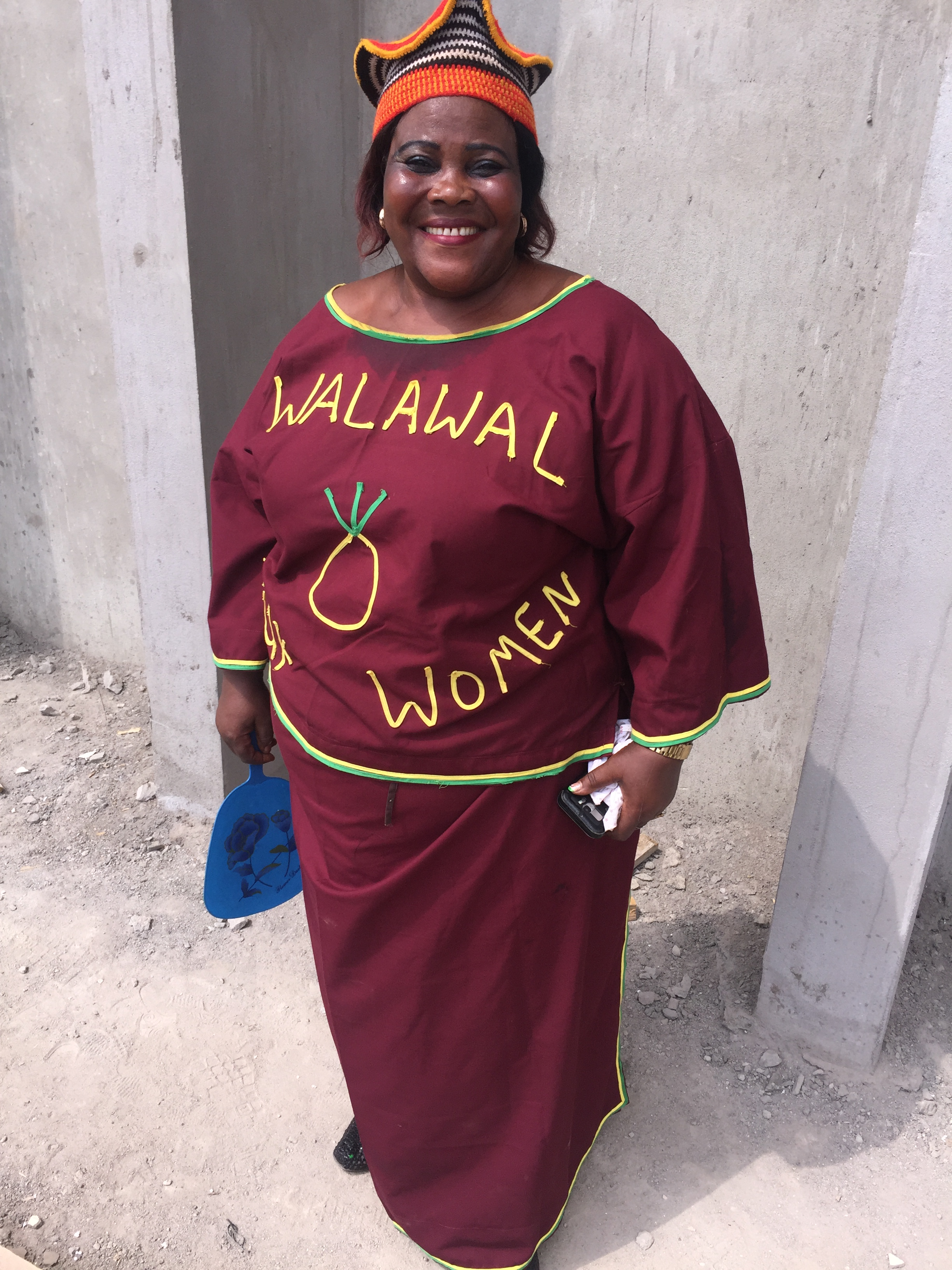
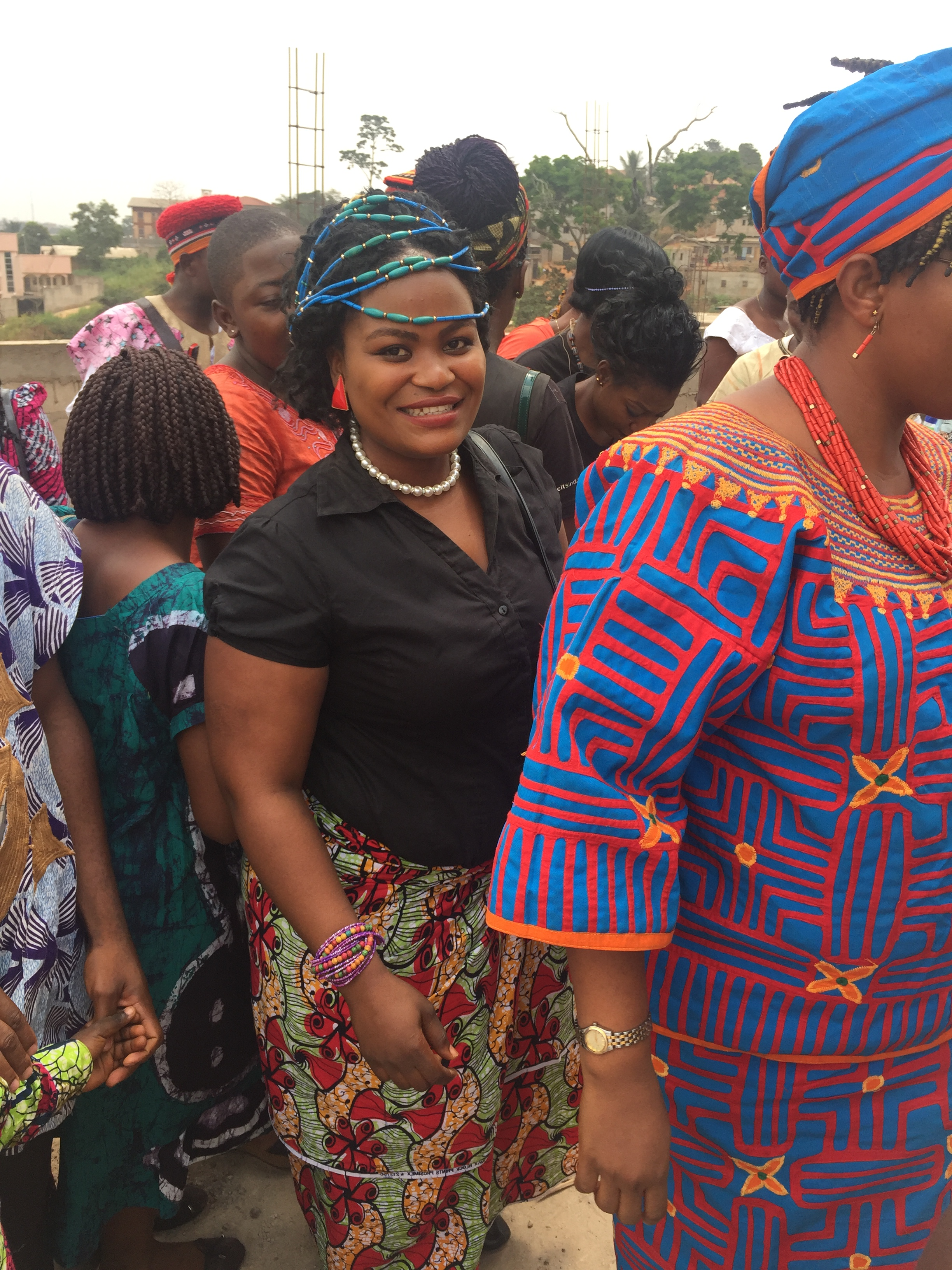
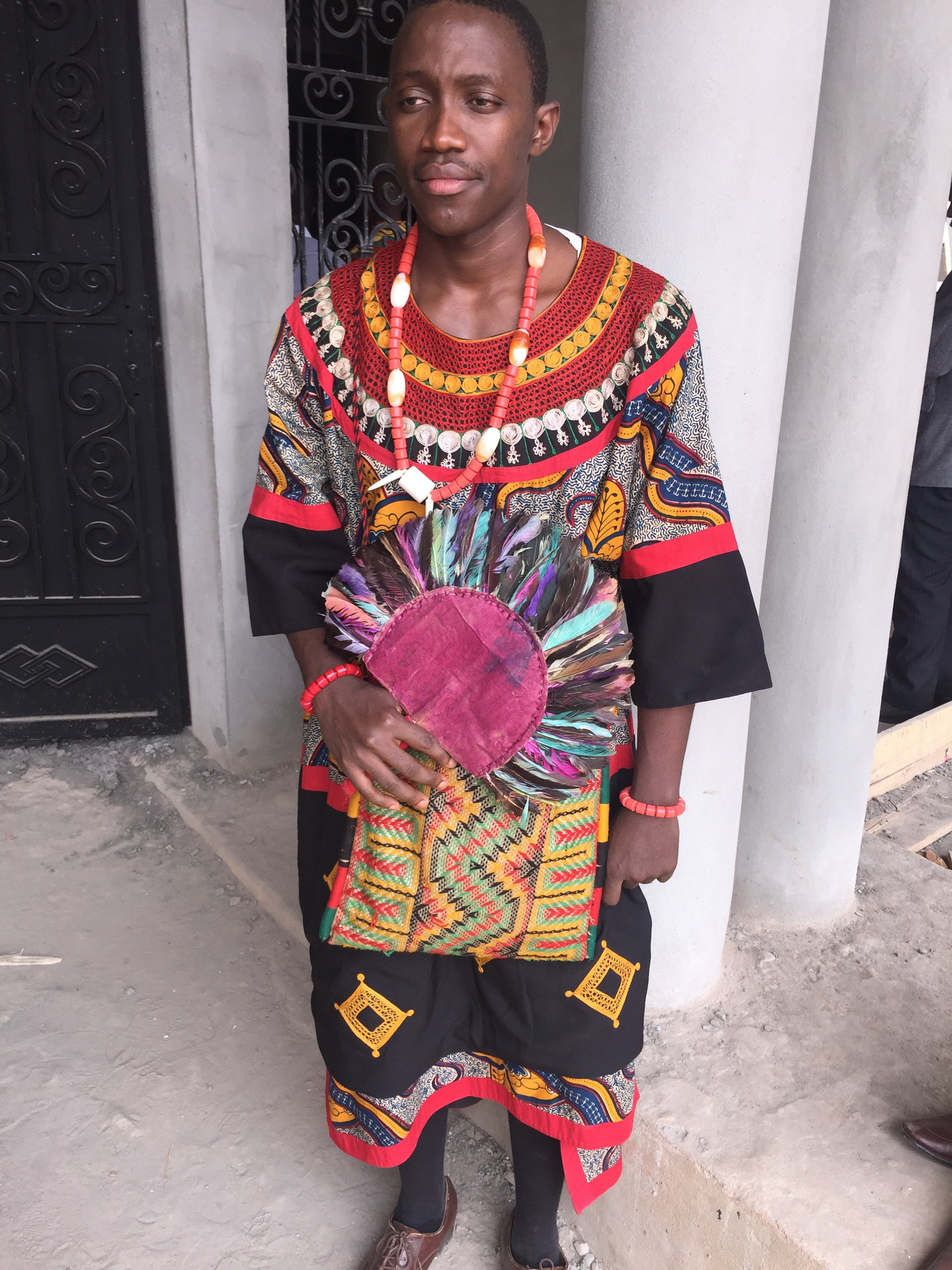
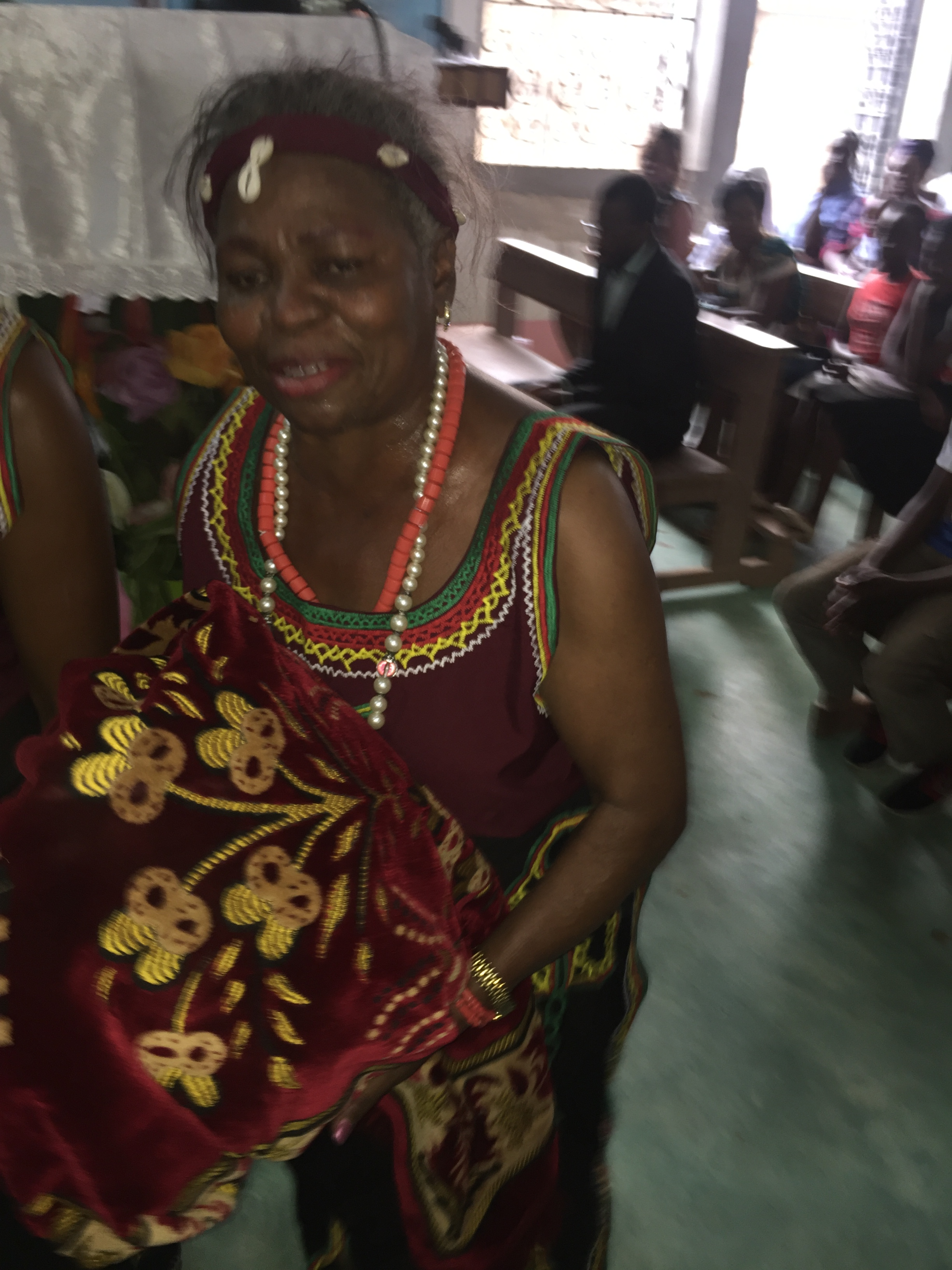
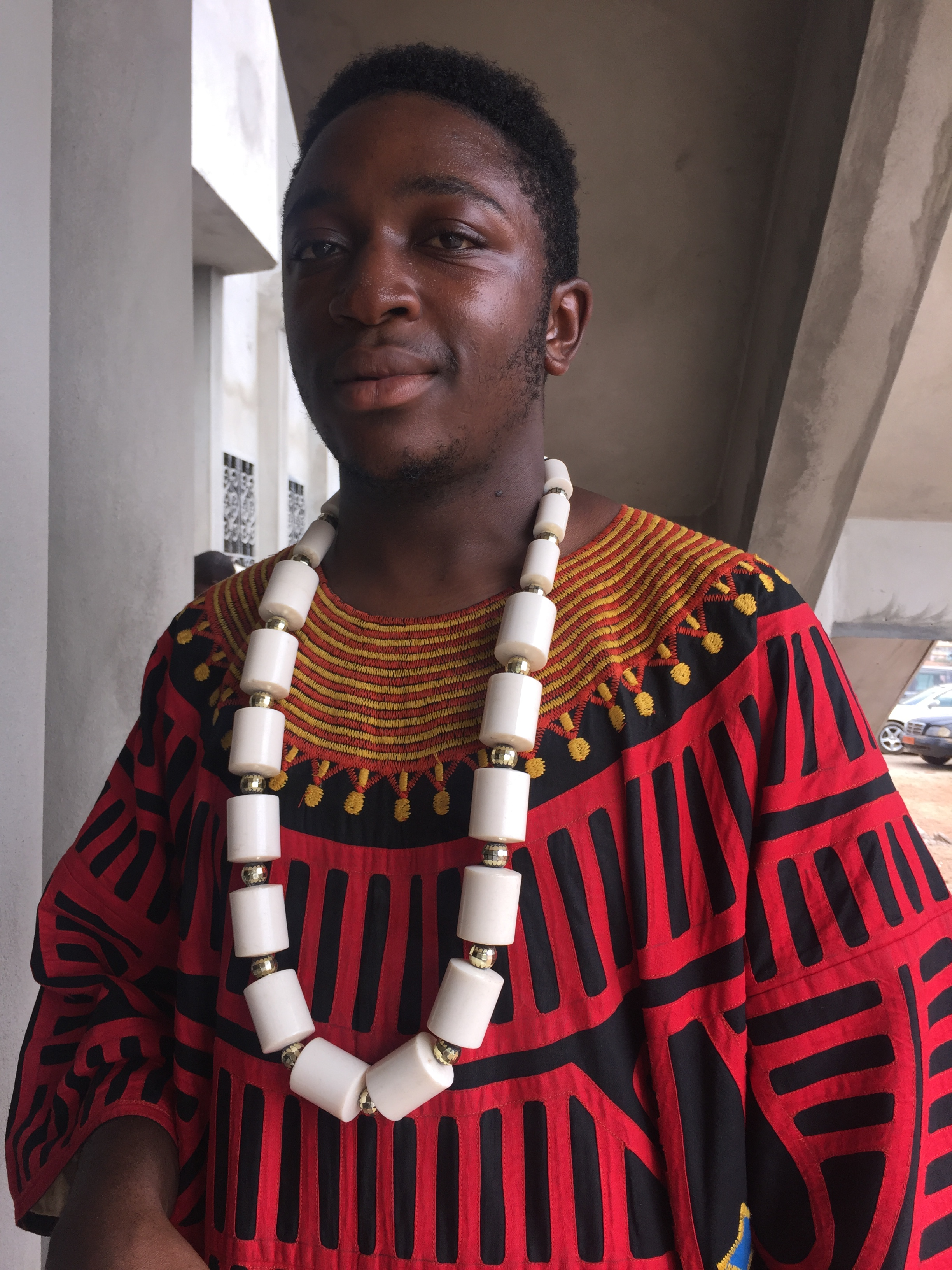
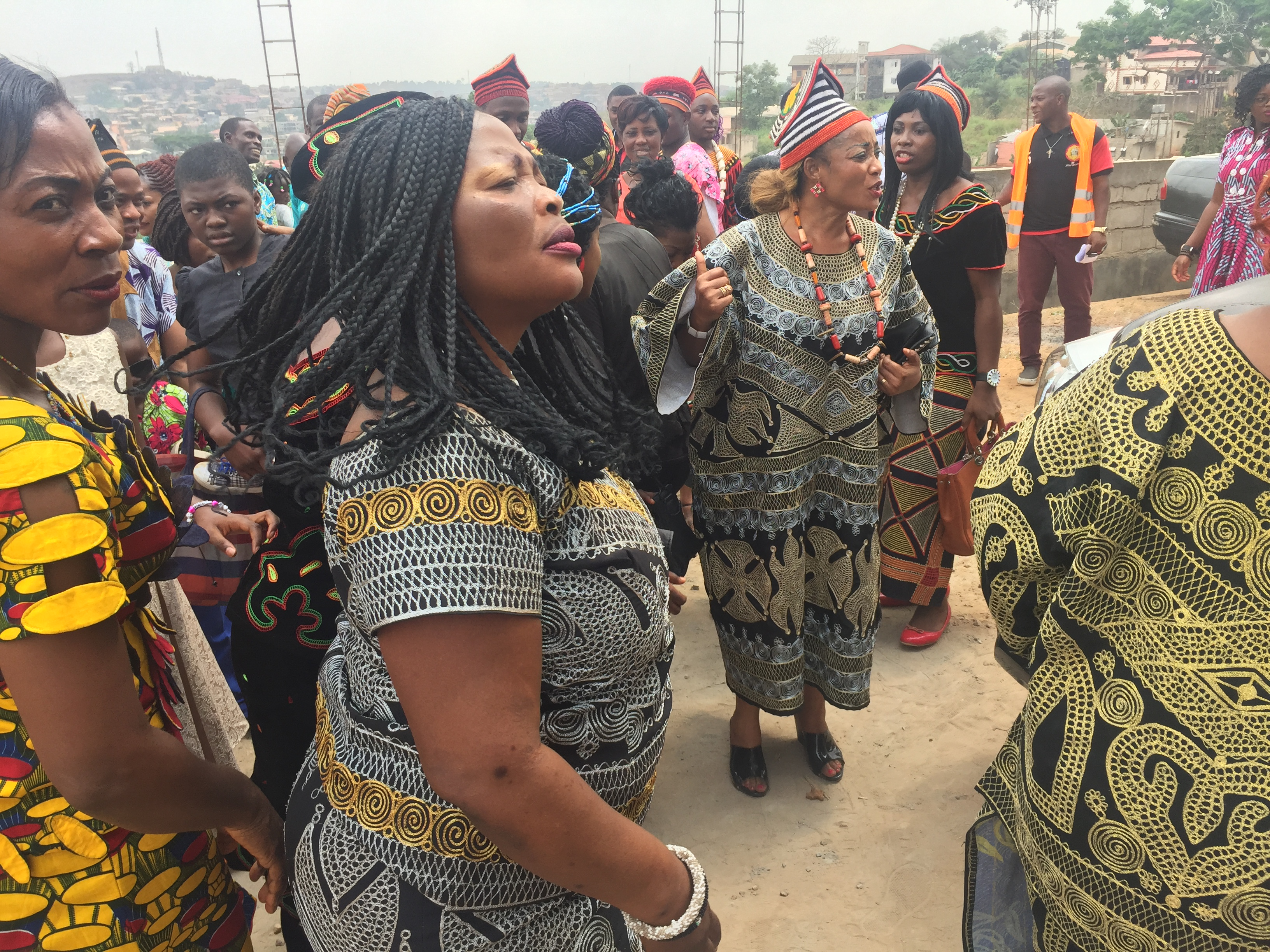
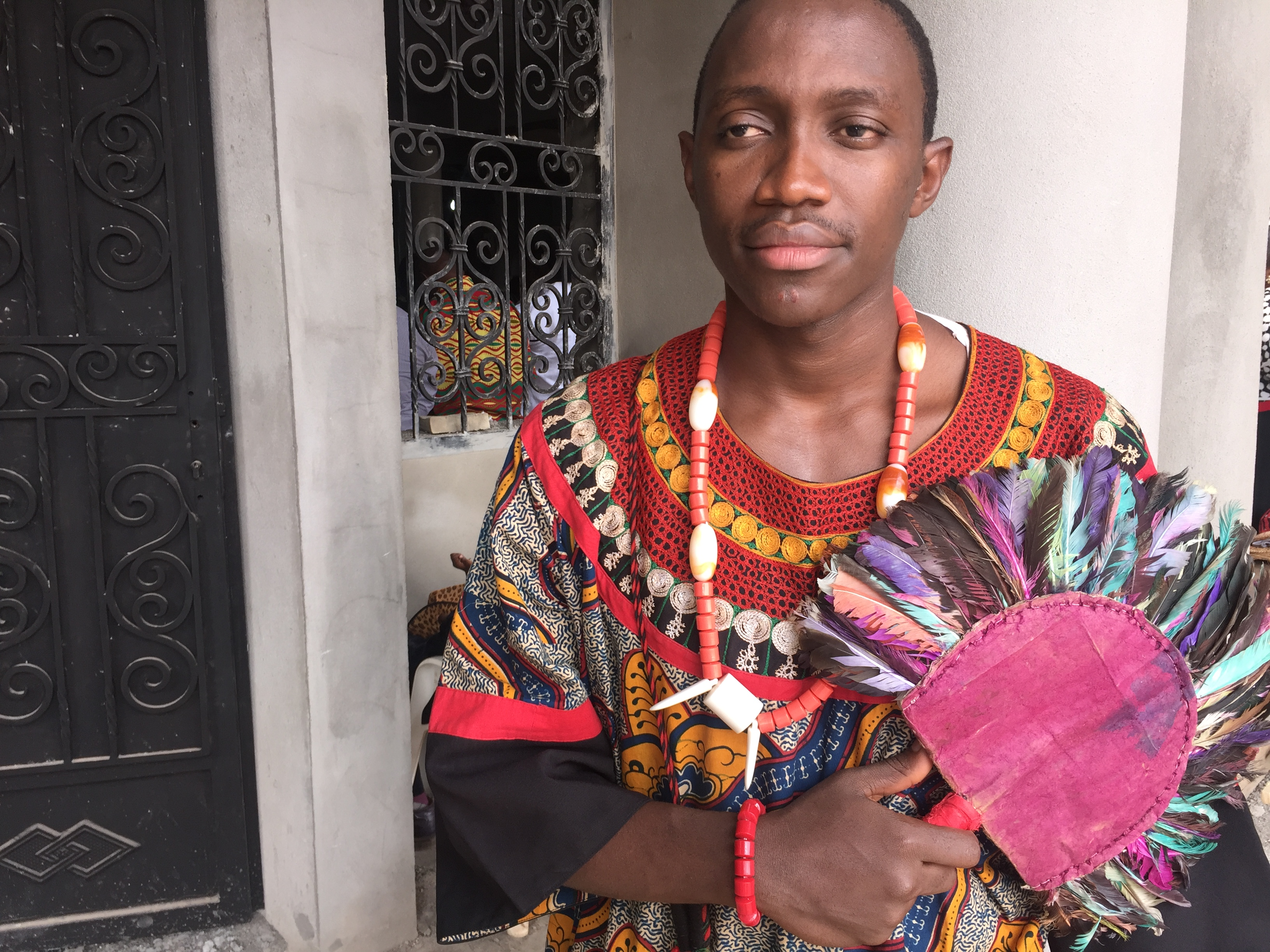
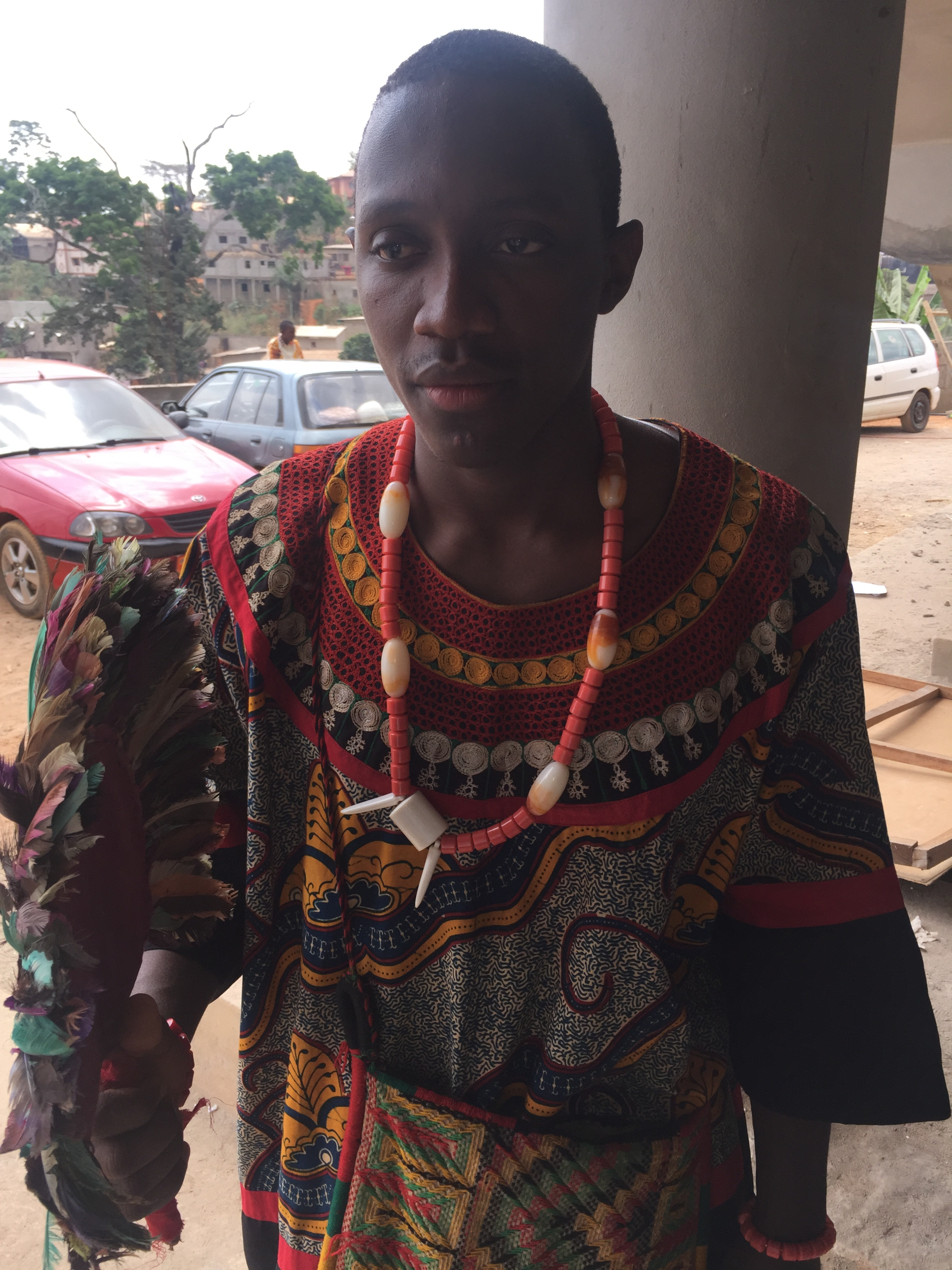